# Crise migratória na Europa

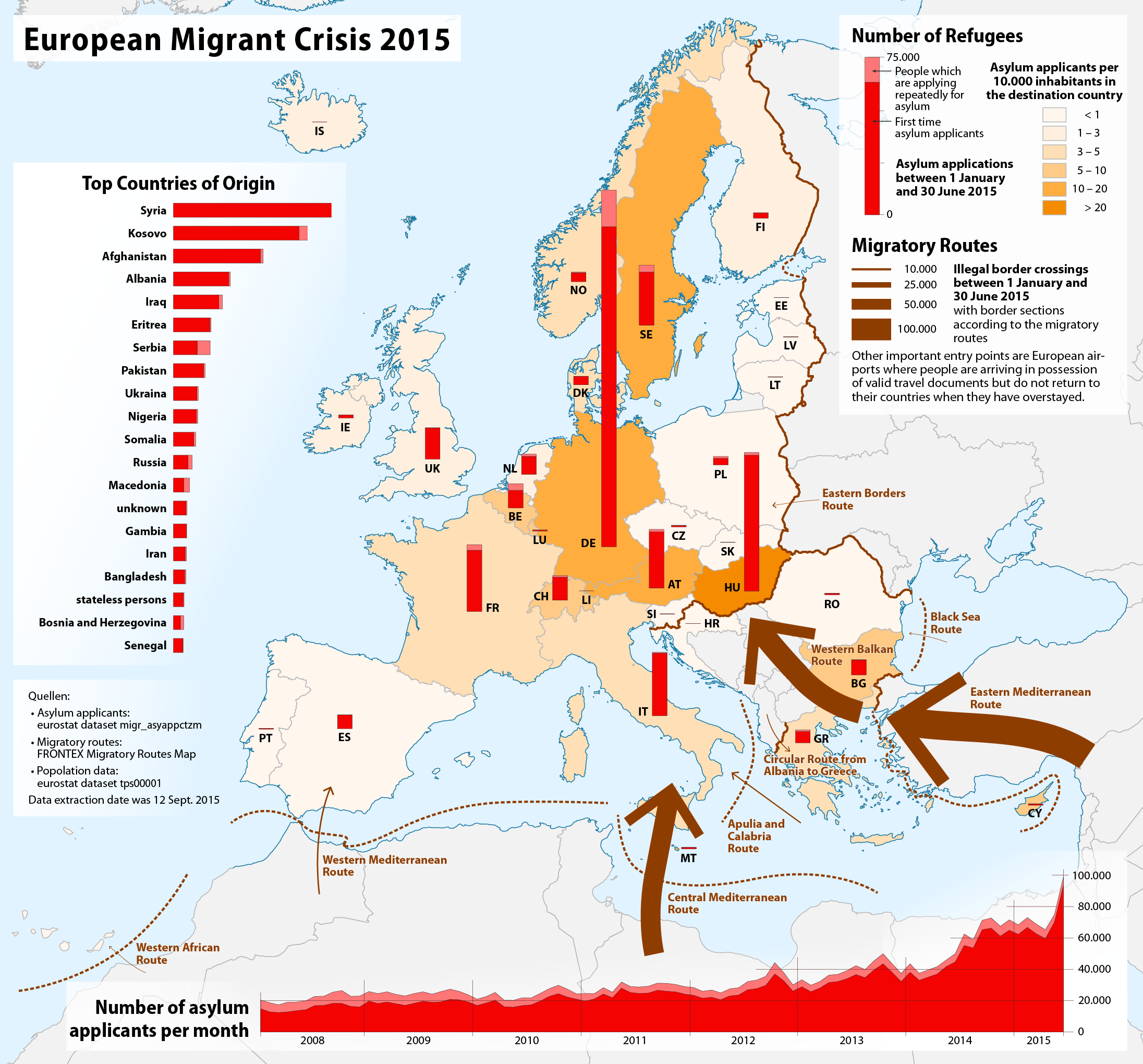
Pedidos de asilo na UE e EFTA e rotas migratórias na primeira metade de 2015 segundo a Eurostat.

Refugiados sírios e iraquianos vindos da Turquia chegam às águas costeiras da ilha grega de Lesbos, após atravessarem parte do Mar Egeu.

Crise migratória na Europa, também conhecida como crise migratória no Mediterrâneo e crise de refugiados na Europa, é como denomina-se a crítica situação humanitária vivida pelas centenas de milhares de refugiados, oriundos majoritariamente da África e Oriente Médio, e da Ásia (em menor proporção), que buscam chegar na Europa Ocidental.
Esse fluxo migratório atingiu níveis críticos ao longo de 2015, com um aumento exponencial (de centenas de milhares de pessoas) tentando entrar na Europa e solicitando asilo, fugindo de seus países, devido a guerras, conflitos, fome, intolerância religiosa, terríveis mudanças climáticas, violações de direitos humanos, desesperança e outros, e somando-se a tudo isso, uma ação massiva de intimidação, violência e opressão executadas por grupos que controlam o tráfico ilegal e exploram esses migrantes totalmente vulneráveis.
A crise surgiu em consequência do crescente número de migrantes irregulares que buscam chegar aos estados membros da União Europeia, através de perigosas travessias no Mar Mediterrâneo e pelos Bálcãs, procedentes da África, Oriente Médio e Ásia do Sul.
Apesar da inicial onda de solidariedade, os problemas socioeconómicos que surgiram e a polarização dos estados-membros acabou por levar a um reforço nas políticas de externalização de fronteiras.
É a maior onda migratória e consequente crise humanitária enfrentada pela Europa desde a Segunda Guerra Mundial. Segundo o vice-presidente da Comissão Europeia, Frans Timmermans, é uma "crise mundial que necessita de resposta europeia".

## Causas

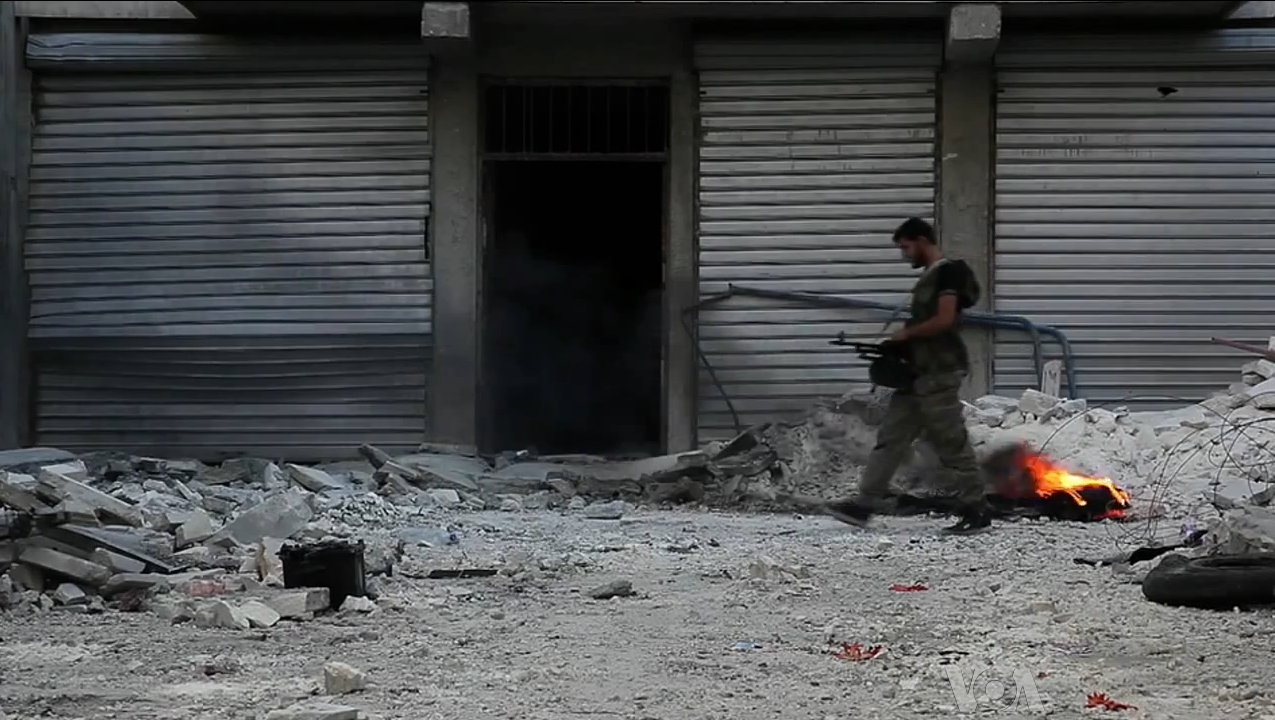
Membro do Exército Livre da Síria em meio às ruínas de Aleppo

A escalada das pressões migratórias no início da década de 2010 chegou sem surpresa considerando o historial geopolítico do Médio Oriente e Norte da África, e especialmente da situação na Síria. No entanto, nenhum ator europeu levou o assunto a sério até ao momento em que as pressões migratórias resultaram em tragédias graves e inúmeras vidas perdidas no mar daqueles que fogem da guerra e da perseguição nos seus respetivos países de origem.
Entre 2007 e 2011, um grande número de imigrantes ilegais provenientes do Médio Oriente e África cruzaram a fronteira entre a Turquia e a Grécia, levando a Grécia e a Agência de Proteção das Fronteiras Europeias (Frontex) a atualizar os controles nas fronteiras. Em 2012, o fluxo de imigrantes para a Grécia por terra diminuiu 95% após a construção de uma cerca em parte da fronteira grego-turca, que não segue o curso do rio Maritsa (Evros). Em 2015, a Bulgária seguiu com a atualização de uma cerca de fronteira para impedir os fluxos migratórios através da Turquia. Em particular, o reavivamento do conflito na Líbia, no rescaldo da guerra civil, tem contribuído para uma escalada de partidas daquele país.
O naufrágio de migrantes ocorrido em 2013 na costa da Ilha de Lampedusa envolveu mais de 360 mortes, levando o governo italiano a estabelecer Operação Mare Nostrum, uma operação naval de grande escala que envolvia busca e salvamento, com alguns migrantes trazidos a bordo de um navio de assalto anfíbio. Em 2014, o governo italiano terminou a operação, citando o custo ser demasiado grande para um Estado da União Europeia sozinho gerir. A Frontex assumiu a principal responsabilidade pelas operações de busca e salvamento, denominada Tritão. O governo italiano solicitou fundos adicionais da UE para continuar a operação, mas os Estados-Membros não ofereceram o apoio solicitado. O governo do Reino Unido citou temores de que a operação atuasse como um involuntário fator de atração, incentivando mais migrantes a tentar a travessia marítima e, assim, levando a mais mortes trágicas e desnecessárias. O seu orçamento mensal é estimado em 2,9 milhões de euros.

## Números
| Migrantes que cruzaram as fronteiras da UE em 2015 por região de origem | Migrantes que cruzaram as fronteiras da UE em 2015 por região de origem |
| ----------------------------------------------------------------------- | ----------------------------------------------------------------------- |
| Síria                                                                   | 66.698                                                                  |
| Eritreia                                                                | 34.323                                                                  |
| África subsaariana                                                      | 26.341                                                                  |
| Afeganistão                                                             | 12.687                                                                  |
| Mali                                                                    | 9.789                                                                   |
| Gâmbia                                                                  | 8.642                                                                   |
| Nigéria                                                                 | 8.490                                                                   |
| Somália                                                                 | 7.440                                                                   |
| Palestina                                                               | 6.418                                                                   |
| Senegal                                                                 | 4.769                                                                   |
| Marrocos                                                                | 116                                                                     |
| Outros                                                                  | 34.597                                                                  |
| Total                                                                   | 220.194                                                                 |

Começando com o naufrágio de 2013 em Lampedusa, que custou a vida a centenas migrantes a caminho da Itália , o Mediterrâneo em breve começou a contar a perda de vidas aos milhares. 
Segundo a Organização Internacional de Migração, até 3.283 pessoas morreram ou desapareceram em 2014 no Mediterrâneo durante a tentativa de migrar para a Europa. Este número subiu para 3.782 em 2015 e atingiu o seu pico em 2016 com 5.143 vidas perdidas. As estimativas globais são de que mais de 22 mil imigrantes morreram entre 2000 e 2014.
Em 2014, 283.532 migrantes irregulares entraram na União Europeia, sobretudo seguindo a rota do Mediterrâneo Central, Mediterrâneo Oriental e rotas dos Balcãs Ocidentais. 220.194 migrantes atravessaram fronteiras marítimas da UE na Europa Central, Oriental e Ocidental do Mediterrâneo (um aumento de 266% em relação a 2013). Metade deles tinha vindo da Síria, Eritreia e do Afeganistão.
Em 2015 até o mês de Setembro, a Organização Internacional de Migração (OIM) afirmou que o número de imigrantes havia batido a marca de 350.000.
A Alemanha estimou em 800.000 o número de pessoas que pediram asilo a algum país da União Europeia em 2015.

## Rotas

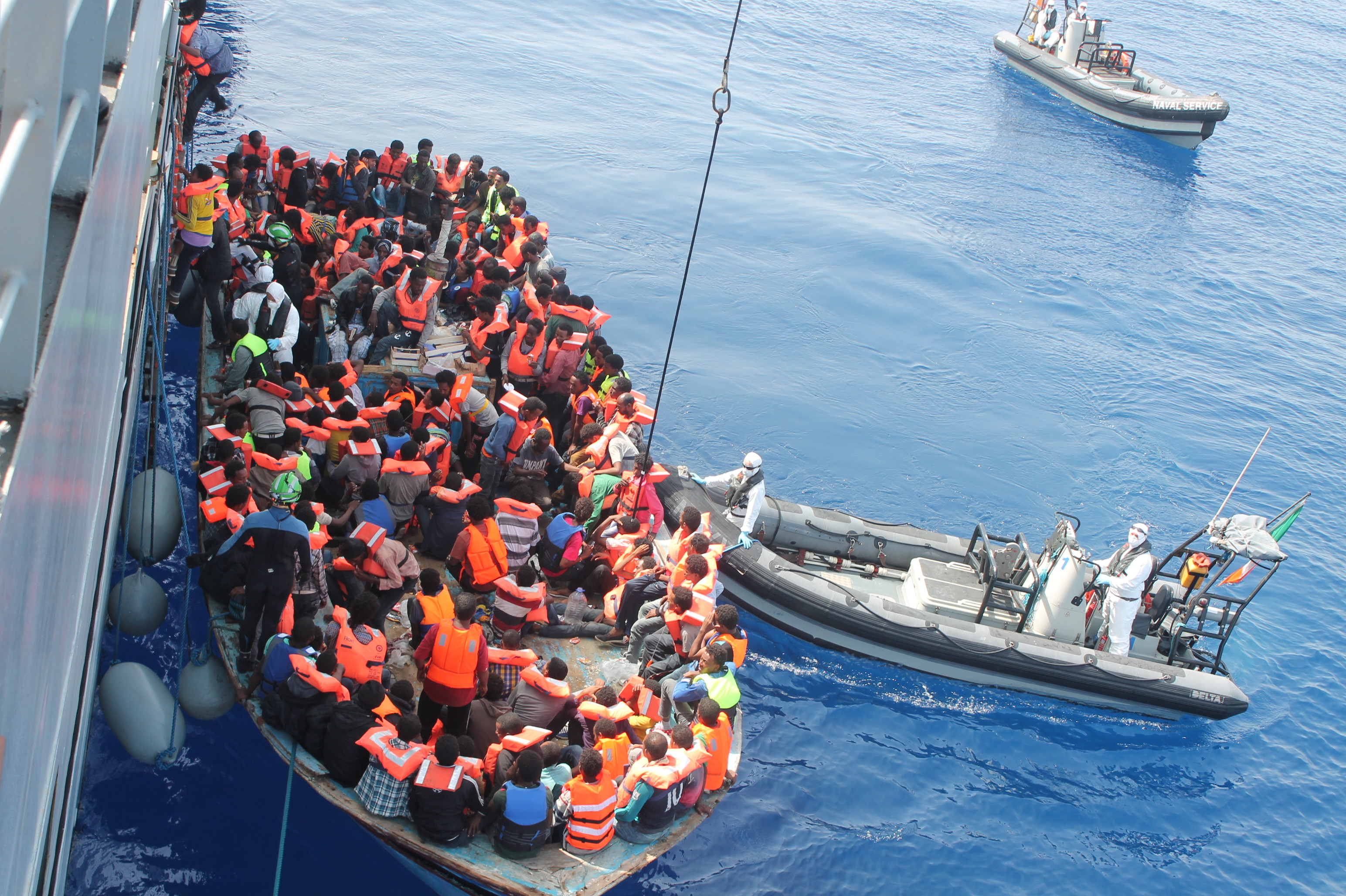
Serviço Naval Irlandês a resgatar imigrantes de um barco superlotado como parte da Operação Tritão, junho de 2015.

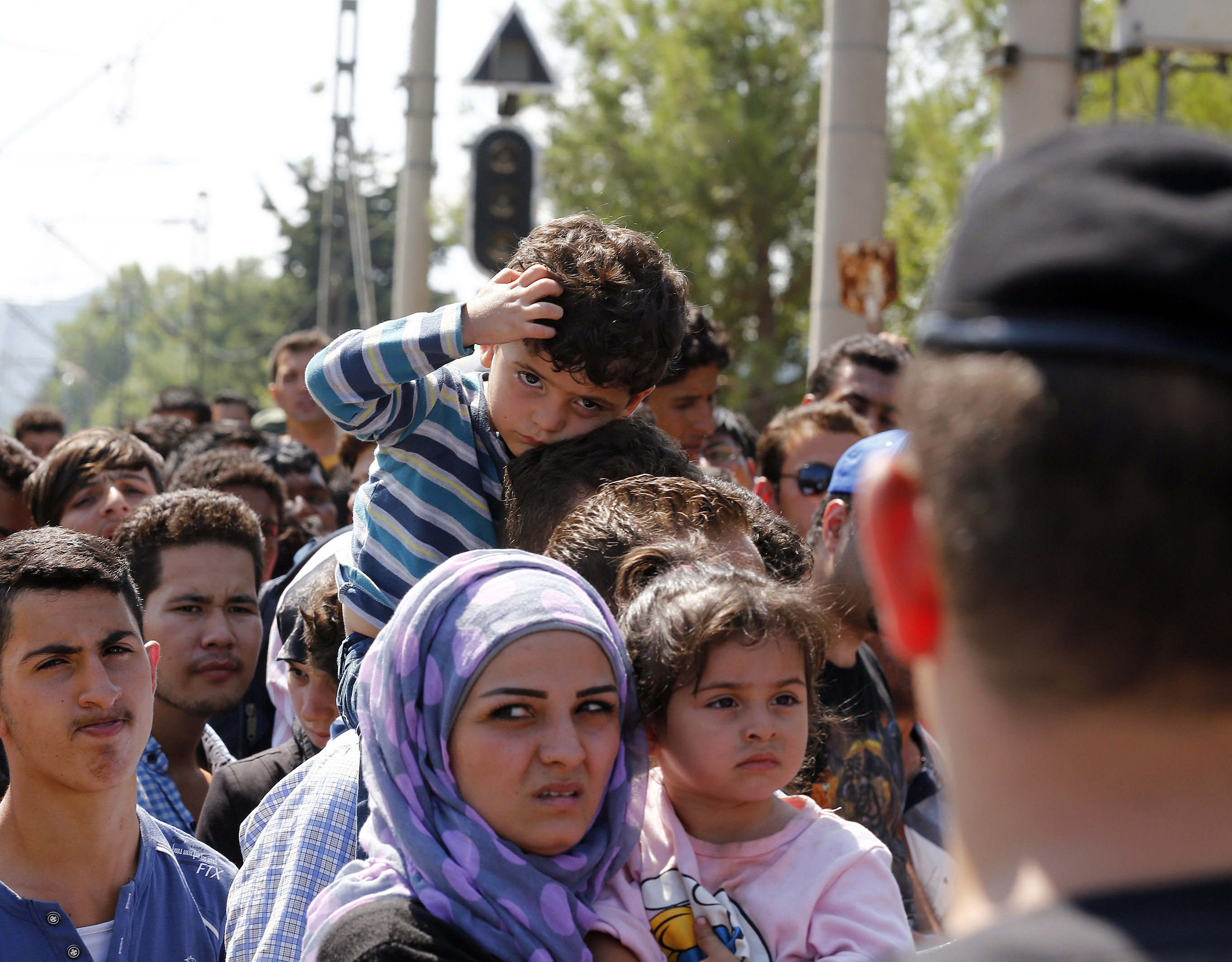
Migrantes na fronteira da Grécia com a Macedônia, próximo a cidade de Gevgelija (24 de agosto de 2015).

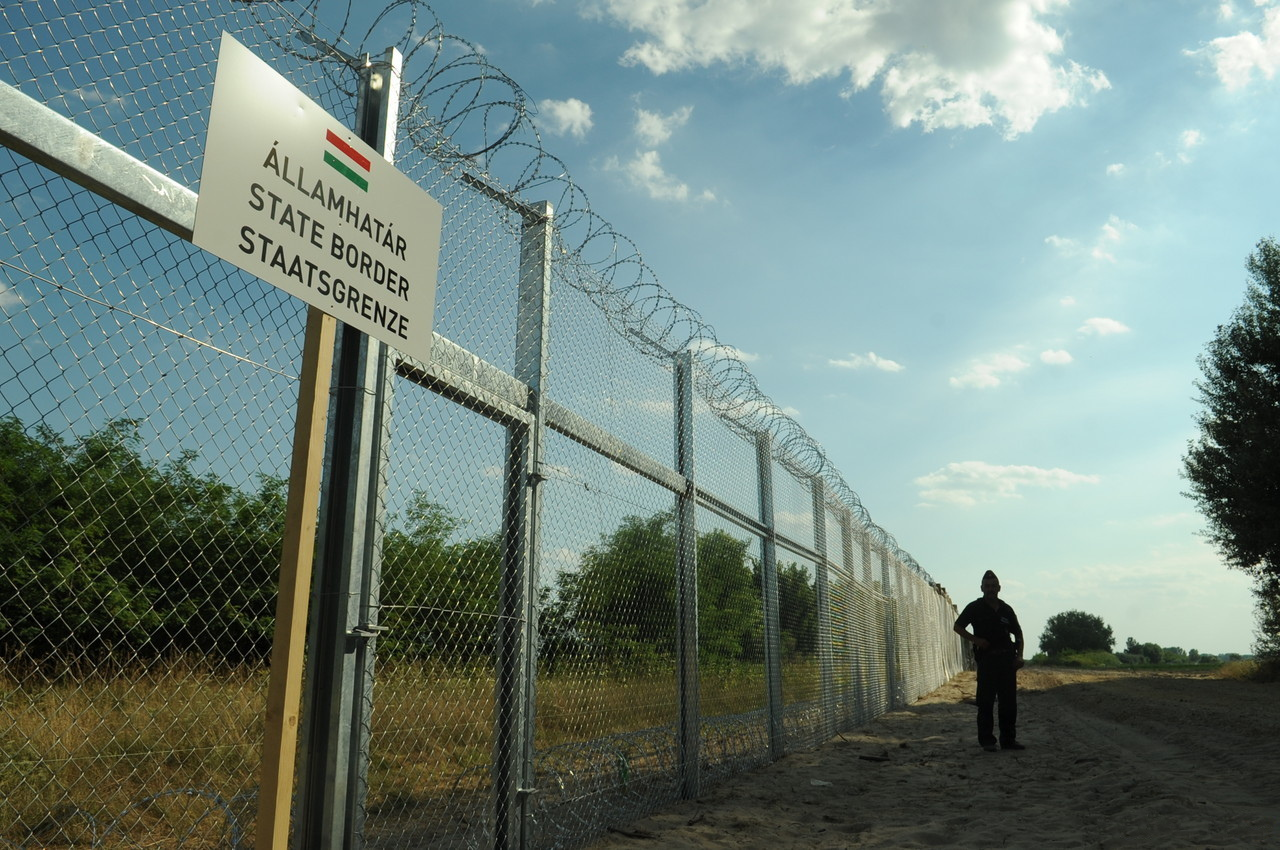
Barreira entre Hungria e Sérvia

A partir de Agosto de 2015, a Frontex reconheceu as seguintes rotas gerais sobre mar e em terra utilizados pelos imigrantes ilegais e traficantes de seres humanos para entrar na UE:
- A rota Ocidental Africana;
- A rota do Mediterrâneo Ocidental;
- a rota do Mediterrâneo;
- a rota Puglia e da Calábria;
- a rota circular da Albânia para a Grécia;
- a rota dos Balcãs Ocidentais (da Grécia pela Macedónia e Sérvia para a Hungria);
- a rota do Mediterrâneo Oriental;
- a rota das fronteiras orientais.

Uma vez na Europa, os imigrantes tentam chegar aos países mais ricos, como França, Alemanha e Reino Unido. Muitos, para tentar chegar ao Reino Unido pelo Eurotúnel, ficam acampados na chamada Selva de Calais, na França, onde se arriscam em caçambas de caminhões, o que levou os governos francês e britânico a intensificar a fiscalização na passagem, gerando atrasos.
No início de Setembro de 2015, a crise se intensificou na Hungria, pois é parte da principal rota que leva imigrantes do Oriente Médio, principalmente da Síria para países mais ricos, notadamente a Alemanha. A massa de gente tentando tomar trens para o país levou ao fechamento da Estação Central de Budapeste, mas foi reaberta no final da primeira semana do mês.
O aumento do fluxo contínuo levou a Hungria a fechar a fronteira com a Sérvia, ao mesmo tempo que construiu uma segunda barreira na sua fronteira com a Croácia.
Com a fronteira fechada entre a Sérvia e a Hungria, a Croácia tornou-se a rota mais utilizada para os que pretendem chegar ao centro e norte da Europa. O crescente fluxo de imigrantes levou a Eslovénia a barrar comboios vindos da vizinha Croácia.

## Reações
O principal ponto de viragem para a União Europeia surgiu após a tragédia de Abril de 2015, quando um barco com migrantes afundou na Líbia, resultando em mais de 800 homens, mulheres e crianças mortas. Esta tragédia motivou a seguinte reação do comissário para a migração, Dimitris Avramopoulos: “O fluxo sem precedentes de migrantes nas nossas fronteiras, e em particular de refugiados, é infelizmente a nova norma, e precisaremos ajustar nossas respostas de acordo com isso.”
Em maio de 2015 a Comissão Europeia apresentou a Agenda Europeia da Migração (AEM) e medidas de proteção e ajuda humanitária, um Plano de Ação da UE contra o tráfico de migrantes e: “foi também decidido um esquema de emergência temporário de localização (Decisões do Conselho 2015/1523, de 14 de Setembro de 2015, e 2015/1601, de 22 de Setembro de 2015) e reinstalação de refugiados (Conclusões do Conselho Justiça e Assuntos Internos de 20 de Julho de 2015)”.
Instrumentos concretos para prestar assistência aos estados-membros no tratamento dos pedidos, regresso de migrantes económicos, bem como para lidar com as causas profundas da crise dos refugiados foram também definidos. Apesar de entendida como uma crise para a UE, até este momento o impacto estava confinado a um único estado-membro, a Itália. Durante o verão de 2015, o número de chegadas por via marítima da Turquia para a Grécia aumentou exponencialmente, seguido por um movimento em massa de requerentes de asilo e migrantes através dos Balcãs para uma vasta gama de estados-membros da UE. Essa mudança no fluxo mudou a natureza da crise e a sua profundidade.
Nos termos da Convenção de Dublin, se uma pessoa que entrou com pedido de asilo num país da UE atravessa as fronteiras ilegalmente para outro país, eles serão devolvidos para o primeiro. Diante do agravamento da crise migratória em 2015, a Hungria tornou-se sobrecarregada por pedidos de asilo e suspendeu parte dos acordos firmados na Convenção. Seguindo este mesmo caminho, em 24 de Agosto, a Alemanha decidiu também suspender a Convenção de Dublin no que diz respeito refugiados sírios para poder processar seus pedidos de asilo que já haviam dado entrada. Em 2 de Setembro de 2015, a República Checa também decidiu desafiar a Convenção de Dublin para atender aos pedidos de refugiados sírios que já haviam solicitado asilo em outros países da UE e que chegavam ao país.
No início de Setembro de 2015 a Alemanha afirmou que facilitará a entrada de imigrantes e os pedidos de asilo para viver em seu território, dessa forma o país espera receber até 400 mil refugiados só em 2015.
Em 11 de Setembro a Comissão Europeia discutiu planos para tentar distribuir entre os países-membros da UE 160 mil refugiados, porém a proposta foi prontamente rejeitada pela Républica Checa, Hungria, Polónia e Eslováquia.

### Esquema de Recolocação e Reinstalação
No seguimento da AEM e das sugestões nela contidas, vários estados-membros assumiram a decisão de rejeitar estas recomendações de acolhimento dos refugiados (em questão de localização e reinstalação) enquanto outros decidiram aceder a estas recomendações. A relocalização “significa a distribuição entre os Estados-Membros das pessoas com uma necessidade evidente de protecção internacional” , ficando o estado-membro de acolhimento responsável pela análise dos pedidos de asilo. A reinstalação: “significa a transferência de pessoas deslocadas com uma necessidade evidente de proteção internacional, mediante pedido do Alto Comissário das Nações Unidas para os Refugiados e com o acordo do país de reinstalação, de um país terceiro para um Estado-Membro, onde essas pessoas serão admitidas e lhes será concedido o direito de estada e quaisquer outros direitos comparáveis aos direitos concedidos a um beneficiário de protecção internacional.” 

#### Recolocação
Introduzido em setembro 2015, o esquema de recolocação foi criado para remediar a responsabilidade desproporcionada colocada sobre os países com fronteiras externas da UE, particularmente a Grécia e a Itália. Ao abrigo deste esquema os estados-membros da UE comprometeram-se à recolocação em 2 anos de 160 000 refugiados recém-chegados da Itália e da Grécia até setembro 2017. A distribuição de requerentes de asilo foi organizada por uma regra de distribuição específica tendo em conta o tamanho da população (40%), o PIB total (40%), o número médio de pedidos de asilo nos últimos quatro anos (10%), e a taxa de desemprego do país em questão (10%). 
Semelhante ao sistema de Dublin, este mecanismo de distribuição espera que os sistemas de asilo em toda a UE proporcionem padrões de proteção e acesso a bem-estar a um nível comparável. No entanto, a jurisprudência do Tribunal de Justiça da UE e do Tribunal Europeu Direitos do Homem (TEDH) demonstrou que alguns estados-membros não fornecem os mesmos padrões básicos. Inicialmente previsto para a relocalização de 160 000 requerentes de asilo, o número havia de ser revisto para 98 000 face à totalidade de indivíduos elegíveis para o esquema registados na Grécia e Itália. Esta revisão é explicada pelo acordo com a Turquia, que viu reduzir o fluxo de migrantes em mais de 96% e pelo facto da maioria dos migrantes chegados a Itália não estarem elegíveis para o esquema. Quem é elegível? Nacionalidades com uma taxa global de reconhecimento de asilo de 75% ou mais nos estados-membros da UE. Atualmente: Eritreia, Síria, Iémen, Bahamas, Bahrein, Butão, Catar, Emirados Árabes Unidos.
Concluído o programa de recolocação, os dados finais apontavam para pouco mais de 30 000 relocalizações, um número bastante aquém dos 98 000 lugares disponibilizados e que mereceu um apelo da ACNUR “para que este continue para além dos dois anos inicialmente previstos” e para que o critério de elegibilidade fosse revisto. 
À semelhança do acordo com a Turquia a UE estabeleceu tratados com vários países na África e no Médio Oriente. Estes países terceiros concordaram em impedir os requerentes de asilo de continuarem as suas viagens e de aceitarem os requerentes de asilo rejeitados - e receberem dinheiro da UE em troca, pesa embora as situações de direitos humanos nesses países possam ser questionáveis.
Outro aspeto importante a merecer atenção na implementação do esquema de relocalização foi a sua lenta aplicação. Apesar de um aparente aumento progressivo, só a partir de 2017, o último ano para a sua conclusão, é que se verificou um aceleramento. Importa referir que até esse momento muitos dos requerentes de asilo, principalmente na Grécia, permaneceram em campos com poucas condições.
Cerca de 857 000 refugiados e migrantes chegaram à Grécia em 2015. Mais de 173 000 chegaram por mar em 2016 e cerca de 30 000 em 2017. O encerramento da “rota dos Balcãs” em Março de 2016, na sequência do acordo com a Turquia, deixou milhares de migrantes encurralados na Grécia. Apesar de concluído o esquema de relocalização, “em maio de 2018, o número de refugiados e migrantes na Grécia estimava-se em mais de 60 000, incluindo cerca de 14 000 nas ilhas”.
A situação humanitária global de refugiados e migrantes no continente melhorou substancialmente ao longo de meses. Já a situação nas ilhas é desafiadora uma vez que os migrantes e refugiados que cheguem às ilhas após 20 de março de 2016 têm que lá ficar até que uma decisão sobre o seu pedido de asilo tenha sido tomada. Concluído o esquema de relocalização constatamos que, da intenção de relocalizar 160 000 requerentes de asilo de Itália e da Grécia, um número posteriormente revisto para 98 000, findo o período de 2 anos, pouco mais de 30 000 haviam efetivamente sido relocalizados.

#### Reinstalação
Os estados-membros chegaram a acordo sobre um programa europeu de reinstalação em julho de 2015. O acordo previa a reinstalação de 22 504 pessoas que precisavam de proteção internacional e tinha como objetivo impedir que os refugiados percorressem caminhos perigosos ou arriscassem a vida pelo mar expondo-se a contrabandistas. Por ter um caráter voluntário isto levou a diferenças consideráveis entre os estados-membros em termos de critérios de seleção, duração dos procedimentos ou lugares disponíveis. Em abril de 2017 cerca de 15 000 refugiados já haviam sido reinstalados em 21 dos estados-membros. Com o fim do programa de relocalização no final de 2017, a Comissão propôs um novo esquema de reinstalação com pelo menos 50 000 lugares adicionais para pessoas com necessidade de proteção internacional até outubro de 2019.
Apesar do sucesso do primeiro esquema, concluído no final de 2017, a 1 ano da conclusão deste novo esquema mais de metade dos lugares continuavam ainda por preencher. 
Para alguns dos estados-membros da UE o esquema de Reinstalação não é novidade. Ao abrigo do programa de Reinstalação da ACNUR alguns países da UE colaboram anualmente na transferência de refugiados de um país de asilo para outro estado que concordou em admiti-los e, finalmente, conceder-lhes asilo permanente.
Neste contexto, a Europa tem desempenhado um papel particularmente modesto. Desde 2014 pouco mais de 75 000 pessoas foram reinstaladas em estados-membros ao abrigo deste programa, destacando-se a França, Alemanha, Suécia e Reino Unido. 
Somando o número de relocalizados aos objetivos de ambos os esquemas de reinstalação ao abrigo da UE, não podemos deixar de reparar que estes ficam ainda muito aquém dos 160 000 iniciais e só no limite atingem os 98 000.

### Reações internacionais
- ONU - As Nações Unidas elogiaram o plano europeu para receber os refugiados, ao mesmo tempo em que cobrou dos Estados Unidos uma ação para ajudar a superar a crise.[24]
- Brasil - A então presidente do Brasil, Dilma Rousseff, afirmou em pronunciamento à nação no dia 7 de setembro por meio da internet que o país "está aberto a receber refugiados em meio à crise migratória internacional, apesar do momento difícil em que o país se encontrava".[25]
- Chile - O governo chileno afirmou que dará asilo a famílias sírias e que já deu início ao exame de antecedentes necessário para acolher as famílias sírias.[26]
- Estados Unidos - Barack Obama, presidente dos Estados Unidos, determinou que sua equipa de governo estude uma forma de oferecer asilo para até 10 mil sírios em 2016.[27]
- Islândia - Mais de 11 mil famílias islandesas se ofereceram para receber refugiados em suas casas.[28]
- Rússia - O Presidente russo, Vladimir Putin, apontou os Estados Unidos como responsável pela crise migratória na Europa devido sua política externa para o Oriente Médio. Moscovo também afirmou que a Europa só sairá da crise se seguir o caminho russo, que diante da Crise ucraniana acolheu em seu território quase 1 milhão de ucranianos.[29]
- Síria - Bashar al-Assad, Presidente da Síria, disse que a própria Europa como o principal responsável pela crise de imigrantes ao apoiar (o que ele chamou de) "grupos terroristas" para tirá-lo do poder.[30]
- Portugal - Portugal aceitou uma quota voluntária para o acolhimento de 4.500 refugiados: apesar da crise financeira sofrida atualmente pelo país, este mostrou-se disponível para acolher refugiados em nome do princípio da solidariedade.[31] Para além da ação das autoridades oficiais coordenadas com os esforços das instituições europeias e internacionais, a sociedade civil mobilizou-se para dar uma resposta solidária e célere, tendo sido criada para o efeito a associação PAR (Plataforma de Apoio aos Refugiados).[32]